# Campeonato de Tercera División 2021 (Argentina)
El Campeonato de Tercera División 2021 fue la septuagésima segunda edición del campeonato en la era profesional.
Fue disputado por las reservas de los clubes directamente afiliados y algunos indirectamente afiliados de la Primera Nacional, y de los clubes de Primera B y Primera C, divididos en tres torneos exclusivos para cada categoría.
Se consagraron campeones Quilmes y Belgrano por la Tercera Nacional, Acassuso por la Tercera B, y Atlas por la Tercera C.

## Equipos participantes

### Primera Nacional
| Equipo                  | Ciudad                | Estadio                                                              | Capacidad          |
| ----------------------- | --------------------- | -------------------------------------------------------------------- | ------------------ |
| All Boys                | Buenos Aires          | Islas Malvinas                                                       | 21 500             |
| Almagro                 | José Ingenieros       | Tres de Febrero                                                      | 19 000             |
| Almirante Brown         | San Justo             | Fragata Presidente Sarmiento                                         | 25 000             |
| Atlanta                 | Buenos Aires          | Don León Kolbowsky                                                   | 18 000             |
| Atlético de Rafaela     | Rafaela               | Nuevo Monumental                                                     | 20 000             |
| Barracas Central        | Buenos Aires          | Claudio Chiqui Tapia                                                 | 4400               |
| Belgrano                | Córdoba               | Julio César Villagra                                                 | 30 500             |
| Brown                   | Adrogué               | Lorenzo Arandilla                                                    | 4500               |
| Chacarita Juniors       | Villa Maipú           | Chacarita Juniors                                                    | 26 530             |
| Defensores de Belgrano  | Buenos Aires          | Juan Pasquale                                                        | 10 000             |
| Deportivo Morón         | Morón                 | Nuevo Francisco Urbano Ciudad de Caseros                             | 35 000 16 700      |
| Deportivo Riestra       | Buenos Aires          | Guillermo Laza                                                       | 4000               |
| Estudiantes             | Caseros               | Ciudad de Caseros                                                    | 16 700             |
| Estudiantes             | Rio Cuarto            | Antonio Candini                                                      | 11 000             |
| Ferro Carril Oeste      | Buenos Aires          | Arquitecto Ricardo Etcheverri                                        | 24 442             |
| Gimnasia y Esgrima      | Jujuy                 | 23 de Agosto                                                         | 24 000             |
| Gimnasia y Esgrima      | Mendoza               | Víctor Antonio Legrotaglie                                           | 14 000             |
| Independiente Rivadavia | Mendoza               | Bautista Gargantini Omar Higinio Sperdutti San Juan del Bicentenario | 24 000 8000 25 000 |
| Instituto               | Córdoba               | Juan Domingo Perón Mario Alberto Kempes                              | 26 000 57 000      |
| Mitre                   | Santiago del Estero   | Doctores José y Antonio Castiglione                                  | 16 500             |
| Nueva Chicago           | Buenos Aires          | Nueva Chicago                                                        | 25 000             |
| Quilmes                 | Quilmes               | Centenario Ciudad de Quilmes                                         | 32 200             |
| San Martín              | San Juan              | Ingeniero Hilario Sánchez San Juan del Bicentenario                  | 26 000 25 000      |
| San Martín              | San Miguel de Tucumán | La Ciudadela                                                         | 30 500             |
| San Telmo               | Dock Sud              | Dr. Osvaldo Baletto                                                  | 5500               |
| Temperley               | Turdera               | Alfredo Beranger                                                     | 18 000             |
| Tigre                   | Victoria              | José Dellagiovanna                                                   | 26 282             |
| Tristán Suárez          | Tristán Suárez        | 20 de Octubre                                                        | 7500               |
| Villa Dálmine           | Campana               | El Coliseo de Mitre y Puccini                                        | 11 250             |

#### Distribución geográfica de los equipos
| Región                                   | Cant. | Equipos |
| ---------------------------------------- | ----- | --- |
| Conurbano bonaerense                     | 11    | Almagro, Almirante Brown, Brown de Adrogué, Chacarita Juniors, Deportivo Morón, Estudiantes, Quilmes, San Telmo, Temperley, Tigre y Tristán Suárez. |
| Ciudad de Buenos Aires                   | 7     | All Boys, Atlanta, Barracas Central, Defensores de Belgrano, Deportivo Riestra, Ferro Carril Oeste y Nueva Chicago                                  |
| Provincia de Córdoba                     | 3     | Belgrano, Estudiantes e Instituto |
| Provincia de Mendoza                     | 2     | Gimnasia y Esgrima e Independiente Rivadavia |
| Interior de la provincia de Buenos Aires | 1     | Villa Dálmine |
| Provincia de Santiago del Estero         | 1     | Mitre |
| Provincia de Jujuy                       | 1     | Gimnasia y Esgrima |
| Provincia de San Juan                    | 1     | San Martín |
| Provincia de Santa Fe                    | 1     | Atlético de Rafaela |
| Provincia de Tucumán                     | 1     | San Martín |

### Primera B
| Equipo               | Localidad            | Estadio                   | Capacidad |
| -------------------- | -------------------- | ------------------------- | --------- |
| Acassuso             | Boulogne             | La Quema                  | 800       |
| Argentino de Quilmes | Quilmes              | Argentino de Quilmes      | 7000      |
| Cañuelas             | Cañuelas             | Jorge Alfredo Arín        | 1500      |
| Colegiales           | Munro                | Libertarios Unidos        | 6500      |
| Comunicaciones       | Buenos Aires         | Alfredo Ramos             | 3500      |
| Defensores Unidos    | Zárate               | Mario Losinno             | 6000      |
| Deportivo Armenio    | Ingeniero Maschwitz  | Armenia                   | 10 500    |
| Deportivo Merlo      | Parque San Martín    | José Manuel Moreno        | 10 000    |
| Fénix                | Buenos Aires         | No posee                  | -         |
| Flandria             | Jáuregui             | Carlos V                  | 5000      |
| J. J. de Urquiza     | Loma Hermosa         | Ramón Roque Martín        | 2500      |
| Los Andes            | Lomas de Zamora      | Eduardo Gallardón         | 38 000    |
| Sacachispas          | Buenos Aires         | Beto Larrosa              | 4000      |
| San Miguel           | Los Polvorines       | Malvinas Argentinas       | 9000      |
| Talleres             | Remedios de Escalada | Talleres                  | 15 000    |
| UAI Urquiza          | Villa Lynch          | Monumental de Villa Lynch | 1000      |
| Villa San Carlos     | Berisso              | Genacio Sálice            | 4000      |

| 1. 2. |

#### Distribución geográfica de los equipos
| Región                                   | Cant. | Equipos |
| ---------------------------------------- | ----- | --- |
| Conurbano bonaerense                     | 10    | Acassuso, Argentino de Quilmes, Colegiales, Deportivo Armenio, Deportivo Merlo, Justo José de Urquiza, Los Andes, San Miguel, Talleres (RdE) y UAI Urquiza |
| Ciudad de Buenos Aires                   | 3     | Comunicaciones, Fénix y Sacachispas |
| Interior de la provincia de Buenos Aires | 3     | Cañuelas, Defensores Unidos y Flandria |
| Gran La Plata                            | 1     | Villa San Carlos |

### Primera C
| Equipo              | Ciudad            | Estadio                         | Capacidad |
| ------------------- | ----------------- | ------------------------------- | --------- |
| Argentino           | Merlo             | Merlo                           | 11 000    |
| Atlas               | General Rodríguez | Ricardo Puga                    | 2500      |
| Berazategui         | Berazategui       | Norman Lee                      | 5500      |
| Claypole            | Claypole          | Rodolfo Capocasa                | 3000      |
| Deportivo Español   | Buenos Aires      | Nueva España                    | 32 500    |
| Deportivo Laferrere | Laferrere         | Ciudad de Laferrere             | 13 000    |
| Dock Sud            | Dock Sud          | De los Inmigrantes              | 8200      |
| El Porvenir         | Gerli             | Gildo Francisco Ghersinich      | 14 000    |
| Excursionistas      | Buenos Aires      | Excursionistas                  | 7200      |
| Ferrocarril Midland | Libertad          | Ciudad de Libertad              | 6000      |
| General Lamadrid    | Buenos Aires      | Enrique Sexto                   | 3500      |
| Ituzaingó           | Ituzaingó         | Carlos Alberto Sacaan           | 5000      |
| Leandro N. Alem     | General Rodríguez | Leandro N. Alem                 | 4000      |
| Luján               | Luján             | Municipal de la Ciudad de Luján | 4000      |
| Real Pilar          | Pilar             | Carlos Barraza                  | 10 000    |
| San Martín          | Burzaco           | Francisco Boga                  | 6500      |
| Sportivo Italiano   | Ciudad Evita      | República de Italia             | 7000      |
| Victoriano Arenas   | Buenos Aires      | Saturnino Moure                 | 1500      |

|  |

#### Distribución geográfica de los equipos
| Región                                   | Cant. | Equipos |
| ---------------------------------------- | ----- | --- |
| Conurbano bonaerense                     | 11    | Argentino de Merlo, Berazategui, Claypole, Deportivo Laferrere, Dock Sud, El Porvenir, Ituzaingó, Midland, San Martín, Sportivo Italiano y Victoriano Arenas |
| Interior de la provincia de Buenos Aires | 4     | Atlas, Leandro N. Alem, Luján y Real Pilar |
| Ciudad de Buenos Aires                   | 3     | Deportivo Español, Excursionistas y General Lamadrid |

## Sistema de disputa
Torneo de Tercera Nacional
Los participantes fueron divididos según su afiliación en dos zonas:
- en la Zona Metropolitana, se dividieron en dos zonas de nueve y diez equipos, donde se enfrentaron bajo el sistema de todos contra todos a una rueda. El ganador de cada grupo avanzo a la final, donde se enfrentaron a partido único para definir al campeón;[33]
- en la Zona Interior, se dividieron en tres zonas geográficas: las zonas Norte y Cuyo, con tres equipos cada una, y la zona Centro, con cuatro equipos. En cada uno se enfrentaron bajo el sistema de todos contra todos, a dos ruedas en los grupos de tres y a una rueda en el grupo de cuatro. Los tres mejores de la zona Centro, los dos mejores de las zonas Norte y Cuyo, y el mejor tercero entre las últimas mencionadas avanzaron a la fase final, donde se enfrentaron a eliminación directa hasta definir al campeón.[34]

Torneo de Tercera B
Los equipos se dividieron en dos zonas de ocho y nueve equipos, donde se enfrentaron bajo el sistema de todos contra todos a una rueda. Los cuatro mejores de cada zona avanzaron a la fase final, donde se enfrentaron a eliminación directa a único partido, excepto en las semifinales donde se enfrentaron a doble partido, hasta definir al campeón.
Torneo de Tercera C
Los equipos se dividieron en dos zonas de nueve equipos cada una, donde se enfrentaron bajo el sistema de todos contra todos a una rueda. Los cuatro mejores de cada zona avanzaron a la fase final, donde se enfrentaron a eliminación directa a único partido, hasta definir al campeón.
- Fase competencia: los posicionados del 5.° al 8.° de cada zona, se enfrentaron a eliminación directa a único partido, hasta definir a un ganador.[36]

## Tercera Nacional

### Torneo Metropolitano

#### Zona 1
| Pos. | Equipo             | Pts. | J |
| ---- | ------------------ | ---- | - |
| 1.°  | Ferro Carril Oeste | 22   | 8 |
| 2.°  | Tigre              | 21   | 8 |
| 3.°  | Temperley          | 13   | 8 |
| 4.°  | San Telmo          | 13   | 8 |
| 5.°  | Deportivo Riestra  | 10   | 8 |
| 6.°  | Estudiantes        | 8    | 8 |
| 7.°  | Brown              | 6    | 7 |
| 8.°  | Nueva Chicago      | 5    | 8 |
| 9.°  | Atlanta            | 2    | 7 |

|  | Clasificado a la final. |

#### Zona 2
| Pos. | Equipo                 | Pts. | J |
| ---- | ---------------------- | ---- | - |
| 1.°  | Quilmes                | 21   | 9 |
| 2.°  | Barracas Central       | 19   | 9 |
| 3.°  | Almirante Brown        | 16   | 9 |
| 4.°  | Villa Dálmine          | 15   | 9 |
| 5.°  | Dep. Morón             | 14   | 9 |
| 6.°  | Defensores de Belgrano | 14   | 9 |
| 7.°  | Chacarita Juniors      | 9    | 9 |
| 8.°  | Tristán Suárez         | 8    | 9 |
| 9.°  | Almagro                | 6    | 9 |
| 10.° | All Boys               | 5    | 9 |

|  | Clasificado a la final. |

#### Final
| 12 de diciembre de 2021 | Ferro Carril Oeste         | 2:3 (1:2) | Quilmes                   | Estadio Lorenzo Arandilla, Adrogué |                           |
|                         | Scacchi 18' · Martínez 51' | Reporte   | 38', 41' Capano · 60' Cao | Árbitro(s): Ramiro Maglio          | Árbitro(s): Ramiro Maglio |

|                            |
|                            |
| Campeón Quilmes 6.º título |

### Torneo Interior

#### Zona Norte
| Pos. | Equipo                 | Pts. | J |
| ---- | ---------------------- | ---- | - |
| 1.°  | Mitre (SdE)            | 7    | 4 |
| 2.°  | San Martín (T)         | 7    | 4 |
| 3.°  | Gimnasia y Esgrima (J) | 2    | 4 |

|  | Clasificado a la fase final. |

#### Zona Cuyo
| Pos. | Equipo                  | Pts. | J |
| ---- | ----------------------- | ---- | - |
| 1.°  | San Martín (SJ)         | 7    | 4 |
| 2.°  | Gimnasia y Esgrima (M)  | 7    | 4 |
| 3.°  | Independiente Rivadavia | 2    | 4 |

|  | Clasificado a la fase final. |

#### Zona Centro
| Pos. | Equipo              | Pts. | J |
| ---- | ------------------- | ---- | - |
| 1.°  | Belgrano (C)        | 9    | 3 |
| 2.°  | Instituto           | 3    | 3 |
| 3.°  | Estudiantes (RC)    | 3    | 3 |
| 4.°  | Atlético de Rafaela | 3    | 8 |

|  | Clasificado a la fase final. |

#### Fase final
Cuadro de desarrollo
|  | Cuartos de final        | Cuartos de final        | Cuartos de final       |                        |                        | Semifinales            | Semifinales | Semifinales |  |          | Final    | Final | Final |  |
|  |                         |                         |                        |                        |                        |                        |             |             |  |          |          |       |       |  |
|  |                         |                         |                        |                        |                        |                        |             |             |  |          |          |       |       |  |
|  | Belgrano                | Belgrano                | 1                      |                        |                        |                        |             |             |  |          |          |       |       |  |
|  | Belgrano                | Belgrano                | 1                      |                        |                        |                        |             |             |  |          |          |       |       |  |
|  | Independiente Rivadavia | Independiente Rivadavia | 0                      |                        |                        |                        |             |             |  |          |          |       |       |  |
|  | Independiente Rivadavia | Independiente Rivadavia | 0                      |                        | Belgrano               | Belgrano               | 2           |             |  |          |          |       |       |  |
|  |                         |                         |                        |                        | Belgrano               | Belgrano               | 2           |             |  |          |          |       |       |  |
|  |                         |                         | San Martín (SJ)        | San Martín (SJ)        | 0                      |                        |             |             |  |          |          |       |       |  |
|  | San Martín (SJ)         | San Martín (SJ)         | San Martín (SJ)        | San Martín (SJ)        | 0                      | 1                      |             |             |  |          |          |       |       |  |
|  | San Martín (SJ)         | San Martín (SJ)         |                        |                        |                        |                        |             |             |  |          |          |       |       |  |
|  | Estudiantes (RC)        | Estudiantes (RC)        | 0                      |                        |                        |                        |             |             |  |          |          |       |       |  |
|  | Estudiantes (RC)        | Estudiantes (RC)        | 0                      |                        |                        |                        |             |             |  | Belgrano | Belgrano | 2     |       |  |
|  |                         |                         |                        |                        |                        |                        |             |             |  | Belgrano | Belgrano | 2     |       |  |
|  |                         |                         | Gimnasia y Esgrima (M) | Gimnasia y Esgrima (M) | 1                      |                        |             |             |  |          |          |       |       |  |
|  | Mitre (SdE)             | Mitre (SdE)             | Gimnasia y Esgrima (M) | Gimnasia y Esgrima (M) | 1                      | 1                      |             |             |  |          |          |       |       |  |
|  | Mitre (SdE)             | Mitre (SdE)             |                        |                        |                        |                        |             |             |  |          |          |       |       |  |
|  | Gimnasia y Esgrima (M)  | Gimnasia y Esgrima (M)  | 4                      |                        |                        |                        |             |             |  |          |          |       |       |  |
|  | Gimnasia y Esgrima (M)  | Gimnasia y Esgrima (M)  | 4                      |                        | Gimnasia y Esgrima (M) | Gimnasia y Esgrima (M) | 2           |             |  |          |          |       |       |  |
|  |                         |                         |                        |                        | Gimnasia y Esgrima (M) | Gimnasia y Esgrima (M) | 2           |             |  |          |          |       |       |  |
|  |                         |                         | San Martín (T)         | San Martín (T)         | 1                      |                        |             |             |  |          |          |       |       |  |
|  | San Martín (T)          | San Martín (T)          | San Martín (T)         | San Martín (T)         | 1                      | 0 (5)                  |             |             |  |          |          |       |       |  |
|  | San Martín (T)          | San Martín (T)          |                        |                        |                        |                        |             |             |  |          |          |       |       |  |
|  | Instituto               | Instituto               | 0 (4)                  |                        |                        |                        |             |             |  |          |          |       |       |  |
|  | Instituto               | Instituto               | 0 (4)                  |                        |                        |                        |             |             |  |          |          |       |       |  |
|  |                         |                         |                        |                        |                        |                        |             |             |  |          |          |       |       |  |

Final
| 12 de diciembre de 2021 | Belgrano                 | 2:1 (1:0) | Gimnasia y Esgrima (M) | Estadio Malvinas Argentinas, Mendoza |  |
|                         | Barrea 20' · Heredia 84' | Reporte   | 59' Marchiori          |                                      |  |

|                                  |
|                                  |
| Campeón Belgrano (C) 1.er título |

## Tercera B

### Zona 1
| Pos. | Equipo               | Pts. | J |
| ---- | -------------------- | ---- | - |
| 1.°  | Talleres             | 15   | 7 |
| 2.°  | Comunicaciones       | 13   | 7 |
| 3.°  | Flandria             | 13   | 7 |
| 4.°  | Villa San Carlos     | 11   | 7 |
| 5.°  | Colegiales           | 10   | 7 |
| 6.°  | Los Andes            | 8    | 7 |
| 7.°  | Sacachispas          | 3    | 7 |
| 8.°  | Argentino de Quilmes | 2    | 7 |

|  | Clasificado a la fase final. |

### Zona 2
| Pos. | Equipo                | Pts. | J |
| ---- | --------------------- | ---- | - |
| 1.°  | Acassuso              | 18   | 8 |
| 2.°  | UAI Urquiza           | 16   | 8 |
| 3.°  | Cañuelas              | 15   | 8 |
| 4.°  | Armenio               | 14   | 8 |
| 5.°  | San Miguel            | 12   | 8 |
| 6.°  | Defensores Unidos     | 10   | 8 |
| 7.°  | Merlo                 | 9    | 8 |
| 8.°  | Justo José de Urquiza | 7    | 8 |
| 9.°  | Fénix                 | 1    | 8 |

|  | Clasificado a la fase final. |

### Fase final

#### Cuadro de desarrollo
|  | Cuartos de final | Cuartos de final | Cuartos de final |                |          | Semifinales | Semifinales | Semifinales | Semifinales |  |          | Final    | Final | Final |  |
|  |                  |                  |                  |                |          |             |             |             |             |  |          |          |       |       |  |
|  |                  |                  |                  |                |          |             |             |             |             |  |          |          |       |       |  |
|  | Talleres         | Talleres         | 2                |                |          |             |             |             |             |  |          |          |       |       |  |
|  | Talleres         | Talleres         | 2                |                |          |             |             |             |             |  |          |          |       |       |  |
|  | Armenio          | Armenio          | 0                |                |          |             |             |             |             |  |          |          |       |       |  |
|  | Armenio          | Armenio          | 0                |                | Talleres | Talleres    | 1           | 2 (3)       |             |  |          |          |       |       |  |
|  |                  |                  |                  |                | Talleres | Talleres    | 1           | 2 (3)       |             |  |          |          |       |       |  |
|  |                  |                  | UAI Urquiza      | UAI Urquiza    | 3        | 0 (1)       |             |             |             |  |          |          |       |       |  |
|  | UAI Urquiza      | UAI Urquiza      | UAI Urquiza      | UAI Urquiza    | 3        | 0 (1)       | 2           |             |             |  |          |          |       |       |  |
|  | UAI Urquiza      | UAI Urquiza      |                  |                |          |             |             |             |             |  |          |          |       |       |  |
|  | Flandria         | Flandria         | 1                |                |          |             |             |             |             |  |          |          |       |       |  |
|  | Flandria         | Flandria         | 1                |                |          |             |             |             |             |  | Talleres | Talleres | 0     |       |  |
|  |                  |                  |                  |                |          |             |             |             |             |  | Talleres | Talleres | 0     |       |  |
|  |                  |                  | Acassuso         | Acassuso       | 2        |             |             |             |             |  |          |          |       |       |  |
|  | Acassuso         | Acassuso         | Acassuso         | Acassuso       | 2        | 2           |             |             |             |  |          |          |       |       |  |
|  | Acassuso         | Acassuso         |                  |                |          |             |             |             |             |  |          |          |       |       |  |
|  | Villa San Carlos | Villa San Carlos | 0                |                |          |             |             |             |             |  |          |          |       |       |  |
|  | Villa San Carlos | Villa San Carlos | 0                |                | Acassuso | Acassuso    | 4           | 0           |             |  |          |          |       |       |  |
|  |                  |                  |                  |                | Acassuso | Acassuso    | 4           | 0           |             |  |          |          |       |       |  |
|  |                  |                  | Comunicaciones   | Comunicaciones | 0        | 1           |             |             |             |  |          |          |       |       |  |
|  | Comunicaciones   | Comunicaciones   | Comunicaciones   | Comunicaciones | 0        | 1           | 2           |             |             |  |          |          |       |       |  |
|  | Comunicaciones   | Comunicaciones   |                  |                |          |             |             |             |             |  |          |          |       |       |  |
|  | Cañuelas         | Cañuelas         | 0                |                |          |             |             |             |             |  |          |          |       |       |  |
|  | Cañuelas         | Cañuelas         | 0                |                |          |             |             |             |             |  |          |          |       |       |  |
|  |                  |                  |                  |                |          |             |             |             |             |  |          |          |       |       |  |

#### Final
| 18 de noviembre de 2021 | Talleres | 0:2 (0:1) | Acassuso                | Estadio Ciudad de Caseros, Caseros |                                |
|                         |          | Reporte   | 40' Beretta · 60' Gómez | Árbitro(s): Nicolás Mastroieni     | Árbitro(s): Nicolás Mastroieni |

|                              |
|                              |
| Campeón Acassuso 1.er título |

## Tercera C

### Zona 1
| Pos. | Equipo              | Pts. | J |
| ---- | ------------------- | ---- | - |
| 1.°  | Atlas               | 22   | 8 |
| 2.°  | Dock Sud            | 18   | 7 |
| 3.°  | Luján               | 16   | 8 |
| 4.°  | General Lamadrid    | 12   | 7 |
| 5.°  | Argentino (M)       | 12   | 8 |
| 6.°  | San Martín          | 10   | 8 |
| 7.°  | El Porvenir         | 9    | 8 |
| 8.°  | Dep. Español        | 2    | 8 |
| 9.°  | Deportivo Laferrere | 1    | 8 |

|  | Clasificado a la fase final.       |
|  | Clasificado a la fase competencia. |

### Zona 2
| Pos. | Equipo              | Pts. | J |
| ---- | ------------------- | ---- | - |
| 1.°  | Excursionistas      | 19   | 8 |
| 2.°  | Berazategui         | 17   | 8 |
| 3.°  | Leandro N. Alem     | 16   | 8 |
| 4.°  | Ituzaingó           | 11   | 8 |
| 5.°  | Victoriano Arenas   | 10   | 8 |
| 6.°  | Real Pilar          | 9    | 8 |
| 7.°  | Ferrocarril Midland | 8    | 8 |
| 8.°  | Italiano            | 5    | 8 |
| 9.°  | Claypole            | 5    | 8 |

|  | Clasificado a la fase final.       |
|  | Clasificado a la fase competencia. |

### Fase final

#### Cuadro de desarrollo
|  | Cuartos de final | Cuartos de final | Cuartos de final |                |                | Semifinales    | Semifinales | Semifinales |  |       | Final | Final | Final |  |
|  |                  |                  |                  |                |                |                |             |             |  |       |       |       |       |  |
|  |                  |                  |                  |                |                |                |             |             |  |       |       |       |       |  |
|  | Atlas            | Atlas            | 3                |                |                |                |             |             |  |       |       |       |       |  |
|  | Atlas            | Atlas            | 3                |                |                |                |             |             |  |       |       |       |       |  |
|  | Ituzaingó        | Ituzaingó        | 0                |                |                |                |             |             |  |       |       |       |       |  |
|  | Ituzaingó        | Ituzaingó        | 0                |                | Atlas          | Atlas          | 2           |             |  |       |       |       |       |  |
|  |                  |                  |                  |                | Atlas          | Atlas          | 2           |             |  |       |       |       |       |  |
|  |                  |                  | Berazategui      | Berazategui    | 0              |                |             |             |  |       |       |       |       |  |
|  | Berazategui      | Berazategui      | Berazategui      | Berazategui    | 0              | 1              |             |             |  |       |       |       |       |  |
|  | Berazategui      | Berazategui      |                  |                |                |                |             |             |  |       |       |       |       |  |
|  | Luján            | Luján            | 0                |                |                |                |             |             |  |       |       |       |       |  |
|  | Luján            | Luján            | 0                |                |                |                |             |             |  | Atlas | Atlas | 5     |       |  |
|  |                  |                  |                  |                |                |                |             |             |  | Atlas | Atlas | 5     |       |  |
|  |                  |                  | Excursionistas   | Excursionistas | 1              |                |             |             |  |       |       |       |       |  |
|  | Excursionistas   | Excursionistas   | Excursionistas   | Excursionistas | 1              | 6              |             |             |  |       |       |       |       |  |
|  | Excursionistas   | Excursionistas   |                  |                |                |                |             |             |  |       |       |       |       |  |
|  | General Lamadrid | General Lamadrid | 0                |                |                |                |             |             |  |       |       |       |       |  |
|  | General Lamadrid | General Lamadrid | 0                |                | Excursionistas | Excursionistas | 3           |             |  |       |       |       |       |  |
|  |                  |                  |                  |                | Excursionistas | Excursionistas | 3           |             |  |       |       |       |       |  |
|  |                  |                  | Dock Sud         | Dock Sud       | 2              |                |             |             |  |       |       |       |       |  |
|  | Dock Sud         | Dock Sud         | Dock Sud         | Dock Sud       | 2              | 2              |             |             |  |       |       |       |       |  |
|  | Dock Sud         | Dock Sud         |                  |                |                |                |             |             |  |       |       |       |       |  |
|  | Leandro N. Alem  | Leandro N. Alem  | 1                |                |                |                |             |             |  |       |       |       |       |  |
|  | Leandro N. Alem  | Leandro N. Alem  | 1                |                |                |                |             |             |  |       |       |       |       |  |
|  |                  |                  |                  |                |                |                |             |             |  |       |       |       |       |  |

#### Final
| 9 de diciembre de 2021 | Atlas                                                 | 5:1 (1:1) | Excursionistas | Estadio Municipal de Pilar-Carlos Barraza, Pilar |                        |
|                        | Maldonado 11', 72' · Córdoba Mena 46', 55' · Vera 90' | Reporte   | 21' Romero     | Árbitro(s): Enzo Piris                           | Árbitro(s): Enzo Piris |

|                           |
|                           |
| Campeón Atlas 1.er título |

### Fase competencia
|  | Cuartos de final    | Cuartos de final    | Cuartos de final |              |               | Semifinales   | Semifinales | Semifinales |  |               | Final         | Final | Final |  |
|  |                     |                     |                  |              |               |               |             |             |  |               |               |       |       |  |
|  |                     |                     |                  |              |               |               |             |             |  |               |               |       |       |  |
|  | Argentino (M)       | Argentino (M)       | 1 (4)            |              |               |               |             |             |  |               |               |       |       |  |
|  | Argentino (M)       | Argentino (M)       | 1 (4)            |              |               |               |             |             |  |               |               |       |       |  |
|  | Italiano            | Italiano            | 1 (3)            |              |               |               |             |             |  |               |               |       |       |  |
|  | Italiano            | Italiano            | 1 (3)            |              | Argentino (M) | Argentino (M) | 0 (8)       |             |  |               |               |       |       |  |
|  |                     |                     |                  |              | Argentino (M) | Argentino (M) | 0 (8)       |             |  |               |               |       |       |  |
|  |                     |                     | Dep. Español     | Dep. Español | 0 (7)         |               |             |             |  |               |               |       |       |  |
|  | Victoriano Arenas   | Victoriano Arenas   | Dep. Español     | Dep. Español | 0 (7)         | 1 (5)         |             |             |  |               |               |       |       |  |
|  | Victoriano Arenas   | Victoriano Arenas   |                  |              |               |               |             |             |  |               |               |       |       |  |
|  | Dep. Español        | Dep. Español        | 1 (6)            |              |               |               |             |             |  |               |               |       |       |  |
|  | Dep. Español        | Dep. Español        | 1 (6)            |              |               |               |             |             |  | Argentino (M) | Argentino (M) | 1     |       |  |
|  |                     |                     |                  |              |               |               |             |             |  | Argentino (M) | Argentino (M) | 1     |       |  |
|  |                     |                     | San Martín       | San Martín   | 2             |               |             |             |  |               |               |       |       |  |
|  | San Martín          | San Martín          | San Martín       | San Martín   | 2             | 2             |             |             |  |               |               |       |       |  |
|  | San Martín          | San Martín          |                  |              |               |               |             |             |  |               |               |       |       |  |
|  | Ferrocarril Midland | Ferrocarril Midland | 1                |              |               |               |             |             |  |               |               |       |       |  |
|  | Ferrocarril Midland | Ferrocarril Midland | 1                |              | San Martín    | San Martín    | 3           |             |  |               |               |       |       |  |
|  |                     |                     |                  |              | San Martín    | San Martín    | 3           |             |  |               |               |       |       |  |
|  |                     |                     | Real Pilar       | Real Pilar   | 0             |               |             |             |  |               |               |       |       |  |
|  | Real Pilar          | Real Pilar          | Real Pilar       | Real Pilar   | 0             | 1 (8)         |             |             |  |               |               |       |       |  |
|  | Real Pilar          | Real Pilar          |                  |              |               |               |             |             |  |               |               |       |       |  |
|  | El Porvenir         | El Porvenir         | 1 (7)            |              |               |               |             |             |  |               |               |       |       |  |
|  | El Porvenir         | El Porvenir         | 1 (7)            |              |               |               |             |             |  |               |               |       |       |  |
|  |                     |                     |                  |              |               |               |             |             |  |               |               |       |       |  |